# سکوت ژامبون‌ها
سکوت ژامبون‌ها (به انگلیسی: The Silence of the Hams) فیلمی کمدی محصول سال ۱۹۹۴ و به کارگردانی اتسیو گرجو است. در این فیلم بازیگرانی همچون اتسیو گرجو، دام دی‌لوئیس، بیلی زین، یوآنا پاتسوا، شارلین تیلتون، مارتین بالسام، استوارت پنکین، جان آستین، آنتونی کاکس، مل بروکس، فیلیس دیلر، شلی وینترز، بابا اسمیت، لری استورچ، ریپ تیلور، جان کارپنتر و ادی دیزن ایفای نقش کرده‌اند.